# Eduard von der Brelie
Eduard von der Brelie (* 14. Februar 1817 in Winsen an der Aller; † 20. Dezember 1891 ebenda) war ein deutscher Kaufmann und Mitglied des Deutschen Reichstags.

## Leben
Brelie besuchte Privatschulen und das Polytechnikum in Hannover. Ab 1833 war er in Winsen im Geschäfte seines Vaters tätig und ab 1841 Inhaber der Firma seines Namens. Von 1846 bis 1866 war er Vorstand der Gemeinde Winsen und von 1856 bis 1866 Mitglied der 2. hannöverschen Kammer. 1866 wurde er als Vertrauensmann nach Berlin berufen, wo er von 1867 bis 1877 und von 1882 bis 1888 Mitglied des Preußischen Abgeordnetenhauses war. Ab 1854 war er Mitglied der Lüneburgischen Provinziallandschaft in Celle und dort auch Ausschussmitglied. Ab 1864 war er Vorstandsmitglied der Spar- und Leihkasse für die Ämter Celle und Bergen.
Von 1877 bis 1878 und von 1881 bis 1884 war er Mitglied des Deutschen Reichstages für die Nationalliberale Partei und den Wahlkreis Provinz Hannover 14 (Celle, Gifhorn).